# Trizina
Trizina (tiếng Hy Lạp: ?) là một khu tự quản ở vùng Attiki, Hy Lạp. Khu tự quản Trizina có diện tích 241 km², dân số theo điều tra ngày 18 tháng 3 năm 2001 là 8238 người.